# Gotzon Udondo
Gotzon Udondo Santamaria (Berango, 1 de diciembre de 1993) es un ciclista español. Debutó como profesional con el equipo Euskadi Basque Country-Murias en 2016.

## Palmarés
- Aun no ha conseguido ninguna victoria como profesional

## Equipos
- Euskadi Basque Country-Murias (2016–2019)